# Układ krwionośny
Układ krwionośny, układ hemalny – układ narządów występujący u większości zwierząt dwubocznie symetrycznych, którego zadaniem jest pompowanie i kierowanie przepływem krwi lub hemolimfy, a więc podtrzymywanie krwiobiegu.
U większości zwierząt układ krwionośny jest tożsamy z układem krążenia (naczyniowym, waskularnym). U kręgowców jednak występuje rozgraniczenie na układ krwionośny i układ limfatyczny, a u szkarłupni występuje oprócz układu krwionośnego układ okołokrwionośny.

## Funkcje
Układ krwionośny dostarcza do tkanek wody i substancji odżywczych, zabiera z nich produkty przemiany materii, a także przenosi hormony, komórki odpornościowe (np. leukocyty) i naprawcze (np. koagulocyty, trombocyty). W przypadku występowania barwnika oddechowego ponadto dostarczany jest tlen, a zabierany dwutlenek węgla. Bierze także udział w utrzymaniu stałości środowiska wewnętrznego organizmu (np. termoregulacja, utrzymanie równowagi kwasowo-zasadowej), a czasem pełni funkcję hydrostatyczną.

## Budowa
Podstawową jednostką układu krwionośnego jest naczynie krwionośne. W najprymitywniejszej wersji może być tylko jedno (np. łódkonogi), ale zwykle jest ich więcej. Naczynia mogą się otwierać do jam ciała i wówczas mówi się o układzie krwionośnym otwartym lub też, dzięki wykształceniu się naczyń włosowatych, stanowić układ krwionośny zamknięty. Ten ostatni rozwinął się u wstężnic, pierścienic, głowonogów, bezczaszkowców i kręgowców.
Przynajmniej jedno naczynie zaopatrzone jest we włókna mięśniowe umożliwiające skurcze i tym samym pompowanie krwi przez układ. U większości pierścienic funkcję tę pełnią naczynie grzbietowe i naczynie brzuszne. U większości zwierząt główną lub jedyną jednostką pompującą jest serce, zwykle położone w zatoce okołosercowej. Jest ono rozmaicie wykształcone. U stawonogów ma formę rury lub worka poprzebijanego ostiami. U wszystkich kręgowców i większości mięczaków wyróżnia się w nim komorę i przynajmniej jeden przedsionek. Ponadto u tych pierwszych w skład serca wchodzą zatoka żylna i stożek tętniczy. Naczynia wychodzące z serca zwie się tętnicami (te główne aortami), a doń uchodzące żyłami.
Oprócz właściwego serca występować mogą inne naczynia tętniące np. serca boczne u lądowych skąposzczetów, ampułki kurczliwe u owadów, serca skrzelowe u głowonogów czy serce wątrobowe u śluzic. Częstym elementem układu krążenia są położone w świetle naczyń zastawki, zapobiegające cofaniu się krwi.
Za najbardziej zaawansowane uznaje się układy krwionośne głowonogów i płucodysznych czworonogów. W obu tych grupach doszło wyodrębnienia się dużego i małego krwiobiegu, co zapobiega mieszaniu się krwi natlenowanej z odtlenowaną. Ponadto zarówno u kręgowców, jak i głowonogów serce budują trzy warstwy: nasierdzie, śródsierdzie i wsierdzie, a pracę układu reguluje skomplikowane antagonistyczne unerwienie: pobudzające i hamujące – każde z własnymi neuroprzekaźnikami.